# Dischidesia hypochrysa
Dischidesia hypochrysa är en fjärilsart som beskrevs av Eugen Wehrli 1931. Dischidesia hypochrysa ingår i släktet Dischidesia och familjen mätare. Inga underarter finns listade i Catalogue of Life.